# Баатарсухийн Чинзориг
Баатарсухийн Чинзориг (род. 21 сентября 1991, Улан-Батор) — монгольский боксёр, представитель лёгкой и первой полусредней весовых категорий. Выступает за национальную сборную Монголии по боксу с 2010 года, двукратный участник Олимпийских игр (2016, 2020), серебряный призёр чемпионата мира (2023), чемпион Азиатских игр-2022 (2023), серебряный призёр Азиатских игр (2018), серебряный (2017) и двукратный бронзовый (2019, 2022) призёр чемпионата Азии, многократный победитель и призёр международных и национальных турниров в любителях.

## Биография
Баатарсухийн Чинзориг родился 21 сентября 1991 года в Улан-Баторе, Монголия.
Впервые заявил о себе в боксе на международной арене в 2007 году, когда вошёл в состав монгольской национальной сборной и выступил на кадетском чемпионате мира в Баку.
В 2010 году стал бронзовым призёром монгольского национального первенства, принял участие в Мемориале Ахмата Кадырова в Грозном.
В 2011 году выиграл бронзовую медаль на турнире Беназир Бхутто в Исламабаде.
В 2012 году одержал победу на чемпионате Монголии в зачёте первой полусредней весовой категории.
В 2013 году боксировал на турнире Рафаэля Вахитова в Павлодаре, получил серебряную медаль на международном турнире в Тайбэе, отметился выступлением на Кубке нефтяных стран в Ханты-Мансийске.
В 2014 году вновь был лучшим на чемпионате Монголии, выступил на Мемориале Тайманова и Утемиссова в Атырау, победил на чемпионате военнослужащих CISM в Алма-Ате, взял бронзу на Кубке президента в Алма-Ате, выиграл домашний Кубок Баян-Улгий. На Азиатских играх в Инчхоне остановился в четвертьфинале первого полусреднего веса, проиграв японцу Масацугу Кавати.
В 2015 году защитил звание чемпиона Монголии, победил на Мемориале Иштвана Бочкаи в Дебрецене и на Кубке химии в Галле, выиграл серебряную медаль на Кубке президента в Палембанге, бронзовую медаль на турнире Аскара Кулибаева в Атырау. При этом на чемпионате Азии в Бангкоке остановился в 1/8 финала, уступив тайцу Вуттичаю Масуку.
В 2016 году в третий раз подряд стал чемпионом Монголии, отметился выступлением на турнире Хиральдо Кордова Кардин в Гаване, также добавил в послужной список серебряную награду, полученную на Кубке химии в Галле. На Олимпийском квалификационном турнире Азии и Океании в Цяньане сумел дойти до финала, выиграв у всех соперников по турнирной сетке кроме казаха Аблайхана Жусупова — тем самым удостоился права защищать честь страны на летних Олимпийских играх в Рио-де-Жанейро. На Играх в стартовом поединке категории до 64 кг благополучно прошёл представителя Катара Туласи Тарумалингама, тогда как во втором бою в 1/8 финала единогласным решением судей потерпел поражение от россиянина Виталия Дунайцева, который в итоге стал бронзовым призёром этого олимпийского турнира.
После Олимпиады в Рио Баатарсухийн Чинзориг остался в составе монгольской национальной сборной и продолжил принимать участие в крупнейших международных турнирах. Так, в 2017 году он в очередной раз стал чемпионом Монголии в первом полусреднем весе, выиграл серебряную медаль на домашнем международном турнире в Улан-Баторе, завоевал серебро на азиатском первенстве в Ташкенте, уступив в финале узбеку Икболжону Холдарову, боксировал на мировом первенстве в Гамбурге, где в четвертьфинале был остановлен армянином Оганесом Бачковым.
В 2018 году выиграл серебряную медаль на Мемориале Иштвана Бочкаи в Дебрецене, дошёл до четвертьфинала на Мемориале Странджи в Софии, победил на Мемориале Константина Короткова в Хабаровске, был лучшим на международных турнирах в Улан-Баторе и Бангкоке. На Азиатских играх в Джакарте стал серебряным призёром, в решающем финальном поединке потерпел поражение от Икболжона Холдарова.
На чемпионате Азии 2019 года в Бангкоке получил бронзу, в то время как на чемпионате мира в Екатеринбурге попасть в число призёров не смог, в 1/8 финала лёгкого веса был побеждён индийцем Манишом Каушиком.
В 2023 году на чемпионате мира по боксу среди любителей сенсационно завоевал серебряную медаль, одержав победу над 3-кратным чемпионом мира и призером Олимпийских игр Ласаро Альваресом (Куба) и уступив только боксёру из страны-хозяйки чемпионата мира-2023 Руслану Абдуллаеву (Узбекистан).
На Азиатских играх 2023 года монгольский боксер выиграл золотую медаль, одержав победу в 1/16 финала над действующим чемпионом мира Русланом Абдуллаевым (Узбекистан), а в финале — над участником Олимпийских игр Лай Чжуэнем (Тайвань).